# Parque Agustín Jerez
El parque Agustín Jerez es un parque de la ciudad española de Melilla emplazado en el barrio del Hipódromo.

## Historia
A principios de la década de 1930 el ingeniero Emilio Muñoz mando plantar un grupo de palmeras, para mitigar la contaminación aérea del mineral de hierro que salía de las cercanas instalaciones de la Compañía Española de Minas del Rif. Este palmeral creció y vio aumentar su número de especies en los años 80 al realizarse traslados desde la Explanada de San Lorenzo, a petición de la asociación de Estudios Melillenses, y fue inaugurado en 1992, siendo denominado por el conserje de la Compañía Española Minas del Rif, que vivía delante del palmeral y lo cuidaba.

## Descripción
De área cuadrada, cuenta con dos paseos que se entrecruzan en forma de cruz y lo dividen en cuatro partes.